# ステッセルのピアノ
『ステッセルのピアノ』は、1996年に出された五木寛之の小説。

## 概要
日露戦争の後に、ロシア帝国の将軍アナトーリイ・ステッセリ（ステッセル）から大日本帝国陸軍大将の乃木希典に贈られたと伝えられるピアノを巡り、日本各地に残るピアノの伝説とその真相について追求していく。

## 復元事業
1991年、北國新聞創刊100周年記念事業の一環として、旧金沢女子大学（現金沢学院大学、石川県金沢市）に保存されていたピアノを復元。約2年かけて1993年に復元が終了した。復元には大場松魚監修による蒔絵や沈金が施され、輪島塗の技術が生かされたものとなっている。